# 勝亦さくら
勝亦 さくら（かつまた さくら）は、日本の音響効果制作者である。

## 来歴
日本映画学校（現・日本映画大学）15期卒業。在学中は、映像録音コース（現・音響クリエイターコース）に在籍。日本映画・テレビ録音協会会員。カモメファン所属。

## 主な作品

### 映画
- 『花と蛇』（2003年）
- 『阿修羅のごとく』（助手・2003年）
- 『難破金融伝 ミナミの帝王 スペシャルVer.50 金貸しの掟』（2004年）
- 『海猫』（助手・2004年）
- 『ヒナゴン』（助手・2005年）
- 『パークアンドラブホテル』（2007年）
- 『片腕マシンガール』（2007年）
- 『死にぞこないの青』（助手・2007年）
- 『うん、何?』（助手・2008年）
- 『みんな、はじめはコドモだった「タガタメ」』（助手・2008年）
- 『風が強く吹いている』（助手・2009年）
- 『恋するナポリタン 〜世界で一番おいしい愛され方〜』（2010年）
- 『川の底からこんにちは』（2011年）
- 『愛を積むひと』（2015年）
- 『シェル・コレクター』（2016年）
- 『ヒメアノ〜ル』（2016年）
- 『泣き虫ピエロの結婚式』（2016年）
- 『つむぐもの』（2016年）
- 『こいのわ 婚活クルージング』（2017年）
- 『モリのいる場所』（2018年）
- 『きらきら眼鏡』（2018年）
- 『あのコの、トリコ。』（2018年）
- 『神楽鈴の鳴るとき』（2018年）
- 『ホットギミック ガールミーツボーイ』（2019年）
- 『王様になれ』（2019年）
- 『タロウのバカ』（2019年）
- 『アイネクライネナハトムジーク』（2019年）
- 『キャラクター』（2021年）
- 『ミッシング』（2024年）

### テレビ
- WOWOW『春、バーニーズで』（助手・2006年）
- テレビ東京『山田孝之のカンヌ映画祭』（2017年）